# 100 pytań do...
100 pytań do... – talk-show emitowany w latach 1988–1995 w TVP2 (później w TVP1), oraz w 2024 na antenie TVP Info.

## Opis
100 pytań do... był drugim (po Tele-Echu) programem typu talk-show w Polsce, w którym zapraszano publiczność składającą się z dziennikarzy, zadających gościom programu pytania. Do audycji zapraszano osoby ze świata polityki, kultury, sportu, byli nimi m.in. Czesław Niemen, Stefan Kisielewski, Jerzy Urban, Lech Wałęsa, Krzysztof Kieślowski, Ewa Wachowicz, Walerian Pańko, Krzysztof Zanussi, Grzegorz Ciechowski, Jerzy Gruza, Dariusz Szpakowski, Leszek Miller, Krzysztof Materna, Krzysztof Hołowczyc, Tobiasz Bocheński, Andrzej Supron.

## Prowadzący
Podczas pierwotnej emisji program prowadziły Anna Grzeszczuk-Gałązka i Ewa Michalska. W drugiej odsłonie program prowadziła prezenterka TVP Info, Wioleta Wramba.

## Emisja
Program był emitowany w TVP2 w latach 1988–1992, w każdą niedzielę i święta o 13:00. W 1992 roku program został przeniesiony do TVP1, gdzie podobnie jak w TVP2 był emitowany w niedzielę, ale o 16:00. Program zniknął z emisji w 1995 roku. W 2012 roku stacja TVP Kultura wyemitowała powtórki odcinków programu.
W 2024 roku ogłoszono powrót programu, który zadebiutował 2 marca 2024 roku o godzinie 20:00. W grudniu 2024 Telewizja Polska ponformowała o zawieszeniu produkcji formatu na czas nieokreślony. Obecnie ostatni odcinek został wyemitowany 4 stycznia 2025 roku.